# La guerra del fin del mundo
La guerra del fin del mundo (1981) es la sexta novela del escritor peruano y Premio Nobel de literatura 2010 Mario Vargas Llosa, reconocida como una de sus grandes creaciones.

## Resumen
La guerra del fin del mundo recrea literariamente la guerra de Canudos, acontecimiento histórico ocurrido en 1897, en el que se movilizaron hacia el nordeste brasileño más de 10 000 soldados. La trama ocurre en el nordeste brasileño, azotado por sequías y plagas, donde los terratenientes han tenido tradicionalmente el poder, en una narración apocalíptica, pues se acerca el cambio de siglo y el posible fin del mundo.
La novela desarrolla la narración de este conflicto desde su inicio hasta su dramático final. El tema central es el enfrentamiento entre los yagunzos o campesinos, dirigidos por el Consejero Antonio Conselheiro, en una especie de cruzada por restaurar los principios del Buen Jesús, y los militares que representan el poder y los intereses particulares de la recién creada república en el Brasil, aún en contradicciones con los intereses monárquicos supuestamente apoyados por los británicos. A la república y a sus ejércitos se pliegan finalmente los terratenientes, representados en la novela por el Barón de Cañabrava, que añoraban la monarquía.
Consta de cuatro partes que se corresponden con las cuatro campañas del ejército contra Canudos —el poblado centro de la rebelión de los seguidores del Consejero—, cada una de dichas campañas con mayor número de efectivos y superior potencia de fuego. La descripción precisa de las campañas y el asedio a Canudos muestran el arte narrativo y el conocimiento del aparato militar por parte de Mario Vargas Llosa.

## Personajes
| - Antônio Conselheiro: Predicador brasileño que al inicio de la novela se le ve predicando de pueblo en pueblo haciéndose más popular entre los pobladores del Sertao con el tiempo y comenzar a tener seguidores. Al enterarse varios años tarde por medio de un tablón gubernamental que se había iniciado la república y por consiguiente se había depuesto al emperador Pedro II y que estaban cerca de iniciar el siglo XX decide llevar a su séquito hacia la hacienda abandonada de Canudos, la cual pertenecía al barón de Cañabrava. Allá en Canudos acaba formando un poblado que crece rápidamente, pero al negarse a pagar impuestos aduciendo que la república era contraria a Cristo lo cual llevaría a un altercado entre la policía y el poblado que desembocaría en una guerra. - El Beatito (Antônio): Niño que desde muy temprana edad sentía una intensa devoción que lo haría desear ser cura, sin embargo al ser un hijo no legitimado por la temprana muerte de sus padres su deseo se vería frustrado. Cuando conoce al consejero queda cautivado por su sermón y al confesarle que quería servir a Cristo este le muestra una cadena de espinas con la que se autoflagelaba y le dice que si quería servir a Dios como él que también se ponga el cinturón y no se lo quite hasta que vuelva. al ver un año después su fe se lo lleva como parte de sus seguidores y en Canudos se vuelve su mano derecha. Tras la muerte del Conselheiro y la derrota de los yagunzos el ejército lo obliga a revelar donde estaba el cadáver del predicador y luego lo ejecutan. - El León de Natuba (Felício), el escribiente: Hombre deforme que nació con extremidades débiles y una cabeza gigantesca, a pesar de lo que comentaban sus vecinos viviría muchos años y poseería una gran inteligencia. Aprendería a leer y escribir a muy temprana edad y en su juventud se enamoró de la hija del hojalatero a quien escribe una canción sin embargo esta muere de mal de ojo y el hojalatero se decide por matar a Felício momento en el que Antonio el Conselheiro se aparece y lo salva. En Canudos acaba viendo a María Quadrado como una figura materna. - João Abade (João Satán): Ex cangaceiro de clase media cuyos tíos fueron muertos a manos del volante Geraldo Macedo, conocido por dedicar su vida a "limpiar el Sertón". João escapa del pueblo maldiciendo a sus vecinos y jurando venganza por dejar morir a sus tíos, en el desierto sería criado por cangaceiros y a medida que crece creció su maldad al punto de ser apodado João Satán, cuando conoció al consejero se sintió conmovido por su aura de santidad y se volvió uno de sus más fieles seguidores. Muere defendiendo lo que quedaba de la catedral de Canudos frente al ejército. - El enano: Enano de circo que acompañó a la mujer barbuda y al idiota en su viaje hasta encontrarse con Galileo Gall y Jurema. Luego de los hechos vive junto al periodista miope y a Jurema en Bahía en donde se menciona que se enfermó de tuberculosis. - Barón de Cañabrava, el terrateniente: Importante terrateniente de Bahía y uno de los más respetados políticos del mismo estado, se mantuvo neutral en los acontecimientos hasta enterarse de que Epaminondas Gonçalves conspiraba para acusarlo de colaborar con la reina Victoria y acabar con la república, momento en el cual vuelve al Sertón para arreglar unos asuntos. Estando en una de sus más antiguas hacienda con su esposa aparece Pajeú quien amenaza con quemar la hacienda y saquear todo para la causa. Cuando se fue de vuelta a la ciudad vio su hacienda siendo quemada lo cual vuelve loca a Estela, a partir de ese hecho decide apoyar al ejército como venganza contra Pajeú. - Pajeú, el cangaçeiro - Rufino, el pistero - Galileo Gall, el anarquista, escocés que además de frenólogo creía que Canudos encarnaba sus ideales. - Alejandrinha Correa, mujer y madre de los varios hijos del padre Joaquim, quien luego se fue miembro del coro sagrado. - Estela, la baronesa, esposa del Barón de Cañabrava - Sebastiana, mucama de Estela - El padre Joaquim (Párroco de Cumbe), quien luego de ser tocado por el aura del Consejero, se reforma y ayuda a los yagunzos de Canudos contrabandeando provisiones, es capturado por el ejército de Moreira César y luego liberado por el Periodista Miope, Jurema y el Enano en la desbanda retirada del Séptimo Regimiento de Moreira César y sigue ayudando a los yagunzos. - María Quadrado, la filicida de Salvador, para expiar su pecado realiza una gran peregrinación con una gran cruz a cuestas y luego es seguidora del Consejero, digiendo el Coro Sagrado. - Moreira César, el militar fanático, también conocido como el “Cortapescuezos”. - Jurema, mujer del pistero Rufino, que es violada por Gall en Queimadas, le salva la vida a éste para luego seguirlo en su intento de llegar a Canudos, lo que finalmente hace luego de la muerte de Gall y Rufino, como protectora del Enano y del Periodista Miope, con quienes finalmente vive en Salvador. Antes es interés sentimental de Pajeú. - El periodista miope - João Grande, el esclavo que mata a su ama - Pires Ferreira - Antônio Vilanova, el tendero - Honório Vilanova - Antônio el Fogueteiro - Epaminondas Gonçalves, el conspirador republicano. |